# Tritium Autrigonum
En la enumeración de las civitates hispánicas anteriores a la llegada de los romanos, Plinio  el Viejo menciona Tritium entre las diez que formaban el territorio de los Autrigones. También es mencionada dos veces en el Itinerario de Antonino, localizada en una calzada que se dividía en Virovesca (Briviesca). La construcción de esta calzada, se relaciona con la campañas militares de Roma contra los cántabros y astures y con la campaña de Augusto del 26 a. C.

## Ubicación
Tritium se encuentra en el término municipal de Monasterio de Rodilla (Burgos), en el pago denominado Rodilla. En 1973 José Mª Alonso Pascual, catedrático de Latín, publicó Elementos romanos en la antigua Tritium, en la revista Zephyrus, XXIII-XXIV, Departamento de Arqueología de la Universidad de Salamanca.
En 1986, se realizó un estudio aéreo para identificar el itinerario del Camino de Santiago, donde accidentalmente se descubrió entre Briviesca y Burgos (en el alto de Rodilla), cerca del puerto de la Brújula, una amplia estructura urbana, identificada por Jean Passini como Tritium Autrigonum.
A principios de la primera década del siglo XXI, José Antonio Abásolo, Ignacio Ruiz y Adelaida RodrÍguez, describieron el conjunto arqueológico de todo el alto de Rodilla y alrededores, destacando dos espacios bien diferenciados. Por un lado la ciudad romana de Tritium Autrigonum y por otro la necrópolis de Fuentesanz y la calzada romana que iba de Asturica Augusta a Burdigala que la atraviesa.
Por desgracia, en la actualidad se ha construido sobre los restos de esta ciudad autrigona, necrópolis de Fuentesanz y la calzada romana, un campo de generadores eólicos que ha destrozado parte del yacimiento debido al trasiego de vehículos pesados y grúas, instalando las zapatas de los cimientos de estos, los caminos de servicio, las casetas de control etc. Aunque sigue intacta la estructura de la ciudad romana descrita por Passini.
A esto hay que añadir el expolio sufrido durante décadas por usuarios de detectores de metales y buscadores aficionados de todo tipo, ya que a pesar de existir un cartel de la Junta de Castilla y León avisando de que era una zona arqueológica protegida, no había ningún tipo de vigilancia.

## Investigaciones
El francés Jean Passini se interesó por la ciudad y realizó en agosto de 1986 una fotografiá aérea de la localización de Tritium. En dicha fotografía, se aprecian las marcas en la hierba de la trama urbana perteneciente a la ciudad, apreciándose los límites del terreno ocupado por las distintas estructuras de Tritium. Posteriormente, se realizó el estudio de dicha fotografía, que abarcó la interpretación de las estructuras que estaban presentes en Tritium.

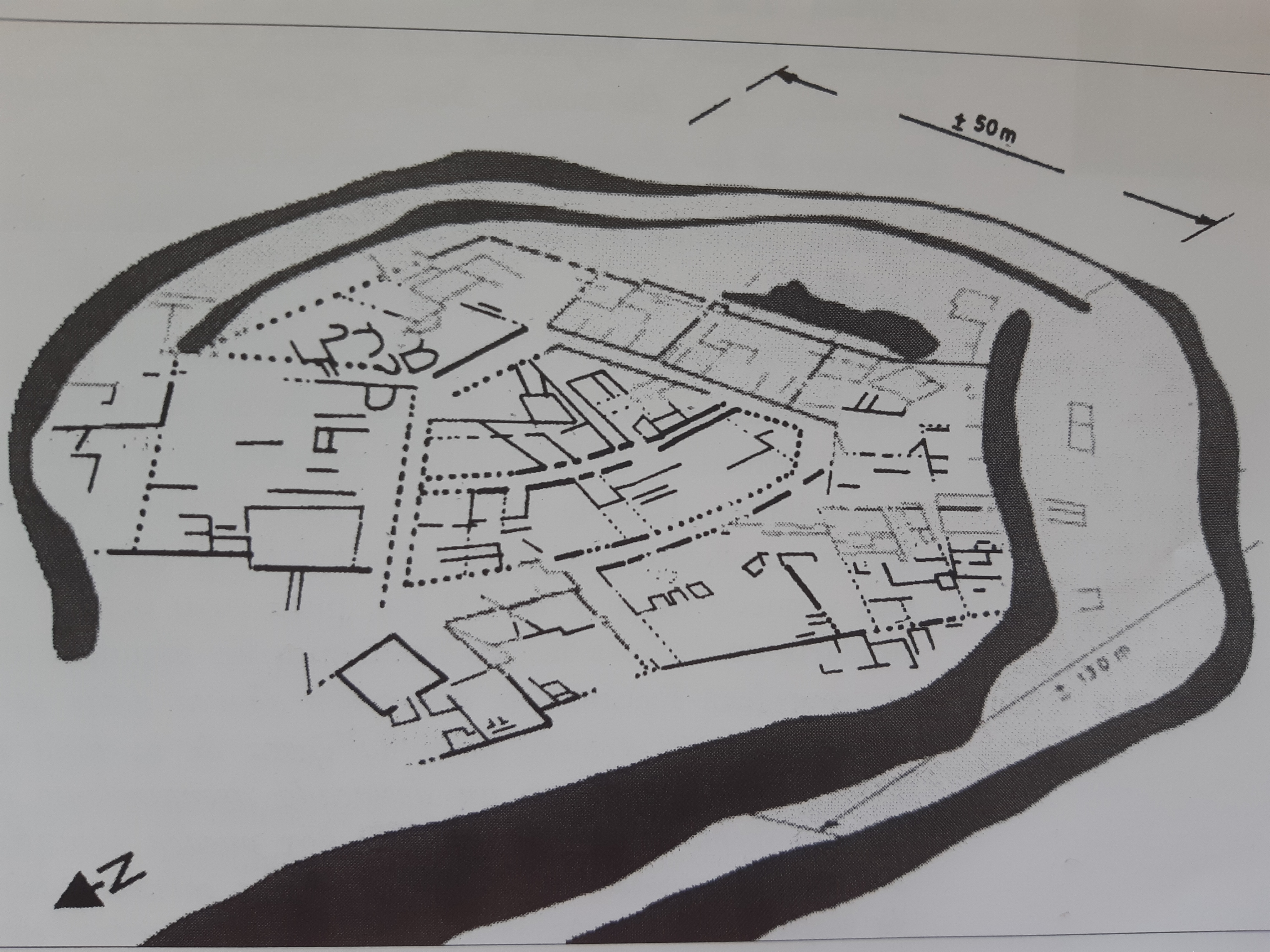
Interpretación de la vista aérea de Tritium Autrigonum

El área donde se pueden observar estructuras urbanas ocupa una extensión aproximada de 70 hectáreas, según el estudio que hizo el francés, tras realizar una misión aérea para identificar el itinerario del Camino de Santiago en 1986; su trabajo El conjunto urbano de Tritium Autrigonum, publicado al año siguiente por la Universidad Complutense de Madrid, aportó planos urbanos novedosos y muy interesantes para estudios posteriores y que se han de tener en cuenta si alguna vez se emprenden excavaciones sistemáticas de esta ciudad romana; también recoge parte esencial de mi publicación*, citándola varias veces con rigor académico, lo cual es de agradecer, si bien cambia el orden de mis apellidos (peccata minuta).
En julio de 2011 José María Alonso Pascual puso al día las investigaciones sobre esta ciudad romana:
Tritium se encuentra en el término municipal de Monasterio de Rodilla, en el pago denominado Rodilla. Su emplazamiento responde perfectamente a las exigencias que en una época primitiva requiere un poblado para su subsistencia y para su defensa: ocupa tierras fértiles en una zona muy elevada y es de difícil acceso por tres de sus lados; solo por la parte que toca la primitiva calzada romana era y sigue siendo fácil llegar a Tritium.
Su origen se sitúa entre los primeros núcleos indígenas de nuestra península; su nombre, según A. Tovar, deriva del numeral indoeuropeo *treit-, *tri- (tres) y responde a una distribución del territorio, usual en las diversas oleadas de los pueblos indoeuropeos. El término Tricio ha quedado en la toponimia y en la onomástica hispana.

## Restos arqueológicos
Entre los restos arqueológicos hallados en Tritium está una arúncula dedicada a la diosa Fortuna, depositada en el Museo Arqueológico Provincial de Burgos en 1975; sus características son: material: arenisca; medidas: 140 x 77 x 65 mm; el fóculum tiene 40 mm de diámetro. En su campo epigráfico se lee bien: FORTV // NAE L // IC[inius] CA // PITO //  P[ecunia] S[ua] S[olvit]; (Licinio Capitón a la diosa Fortuna lo pagó con su dinero). Las siglas P S S, muy frecuentes en estas arúnculas votivas, también pueden interpretarse con la variante P[ro] S[e] S[uisque]: por sí y por los suyos. Son abundantes las arúnculas dedicadas a tal diosa en nuestra península y en todo el Imperio Romano.
La estela funeraria de la niña ANA labrada en arenisca tiene 220 mm de altura y su campo epigráfico está dividido en cinco renglones; el Profesor J. Manuel Roldán Hervás tuvo la amabilidad de hacer su lectura: D M M /  TER I MET /  V S PO S / ANN  AE  F // A N N  III : D[iis] M[anibus] M[onumentum] // TER[entius] IMET // VS POS[uit] // ANN[ae] F[iliae] // ANN[orum] III (A los dioses Manes puso Terencio Imeto este monumento para Anna su hija de tres años). La estela está depositada en el M.A.P. de Burgos.
La estela funeraria de ANTONIO MATERNO, de piedra caliza, mide 66 cm de altura, fue hallada en 1982 al hacer labores de arado. Su lectura es clara: D  M // ANTONIOM // ATERNOVENI // F A / XXXX: D[iis] M[anibus] Antonio Materno Veni f[ilio] an[orum] XXXX. (A los dioses Manes. (Dedicado) a Antonio Materno hijo de Venio de XXXX años).
Otra estela en arenisca presenta una rosácea de seis pétalos incisa, de ocho cm de diámetro; su altura es de 25 cm, y está dedicada a QUEMIA; su lectura es: QUEMIE  B // DICEANXL: Quemie B[ovdice] an[orum] XL (A Quemia Boudica de XL AÑOS). El Profesor José A. Abásolo, Catedrático de Arqueología de la Universidad de Valladolid, F. Sainz y yo mismo publicamos ésta y la anterior en el Boletín de la Institución Fernán González, de Burgos, en 1982.

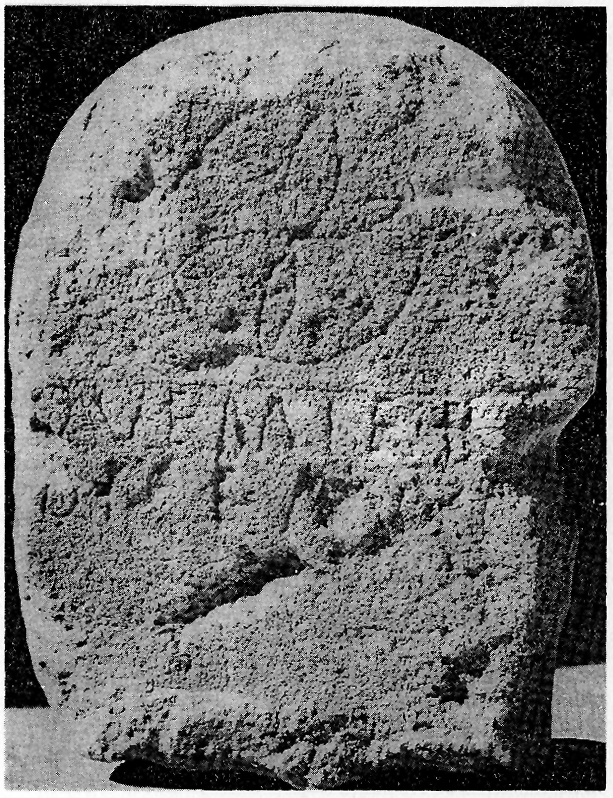
Estela de Quemia.
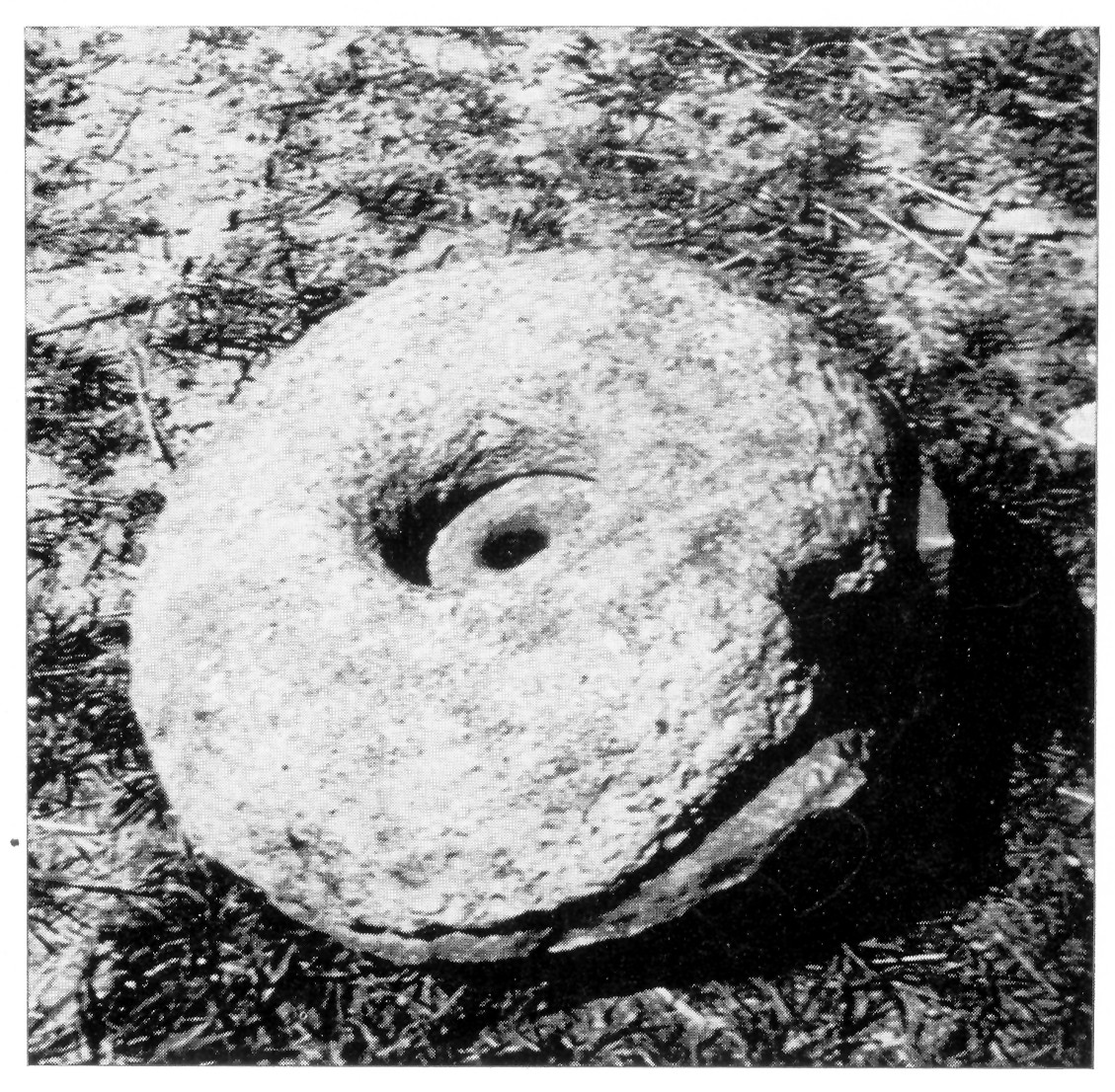
Molino circular romano.

La estela de CALPURNIO está incompleta, y su campo epigráfico, mutilado; con los elementos que en él aparecen podemos reconstruir: CALPURN [io s] // ATURNIN[o s] IMILIS F [an // LXX (A Calpurnio Saturnino hijo de Símilis de 70 años).

El molino se encuentra en estado de uso, pues conserva bien sus dos piezas, la meta y el catillus. Es de uso doméstico, ya que solo mide 40 cm de diámetro.
Entre las monedas hay que mencionar un denario de plata del emperador Trajano (98-117 d. C.), un gran bronce del emperador Marco Aurelio (161-180 d. C.), otra de emperador Filipo (244-249 d. C.), un pequeño bronce del emperador Valente (364-378 d. C.) y la última en cuyo anverso solo se lee…NVS  AVG.

## Mantenimiento
Hasta la década de los 70, en que se hacía la labranza a pie de arado y de brabán tirado por ganado, era frecuente que los agricultores bajaran de Rodilla con alguna moneda romana que, dada la carestía de la época, solían vender por un duro a un anticuario de Briviesca. Añádase a esto el continuo expolio de buscadores de tesoros con detector de metales que, a pesar de ser delictivo, sigue produciéndose.